# أوكسانا زابوزكو
أوكسانا ستيفانيفنا زابوزكو (بالأوكرانية: Окса́на Стефа́нівна Забу́жко) هي روائية وشاعرة وكاتبة مقالات أوكرانية. تُرجمت أعمالها إلى عدة لغات.

## الحياة الشخصية

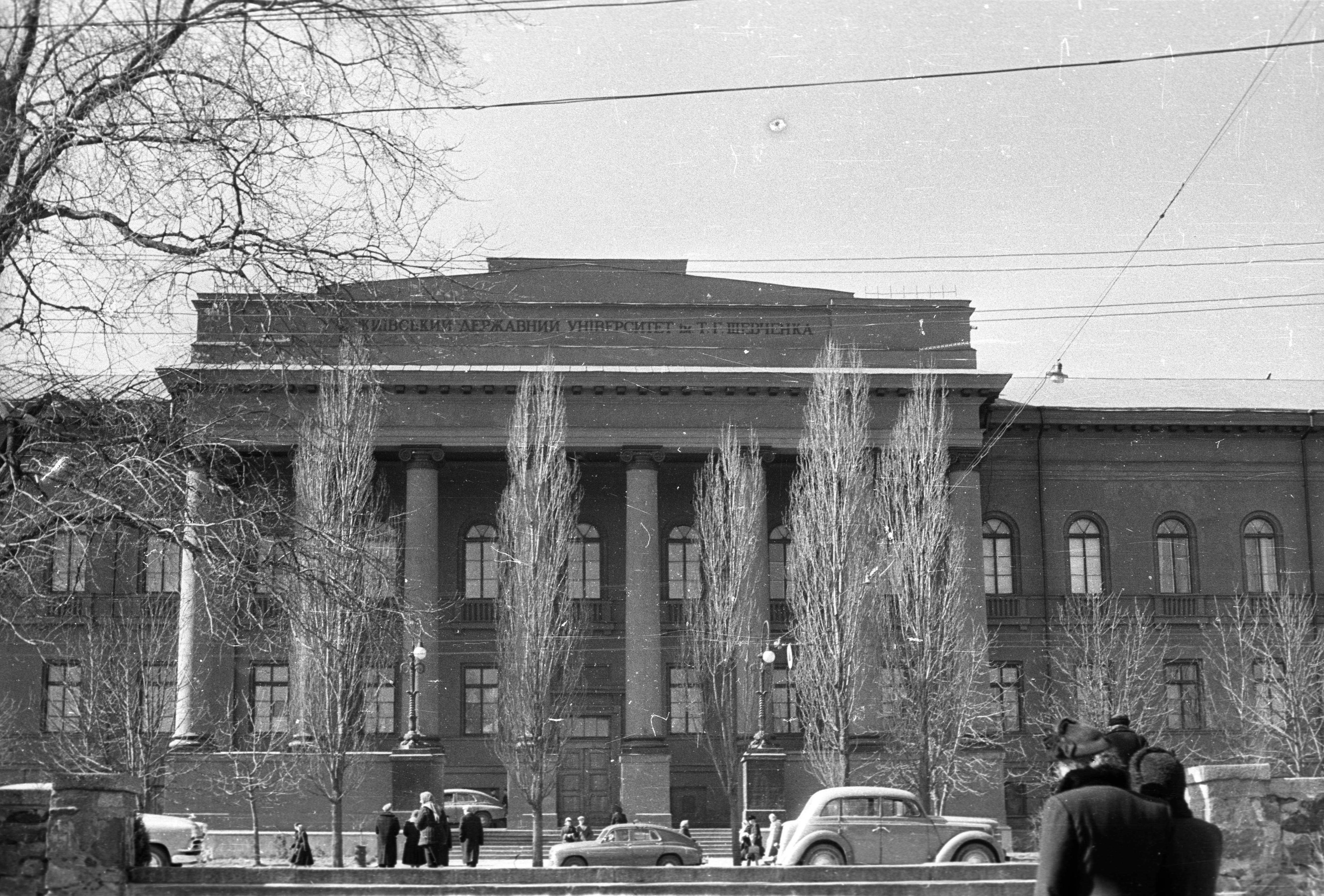
جامعة كييف، حيث تلقت تعليمها.

وُلِدَت في 19 سبتمبر 1960 في لوتسك، أوكرانيا. تم قمع والدها الكاتب ستيفان (ستيبان) إيفانوفيتش زابوجكو (1926-1983)، وهو مدرس وناقد أدبي ومترجم (ترجم لأول مرة إلى الأوكرانية قصص الملحن والكاتب التشيكي إيلجا هورنيك)، خلال فترة ستالين.
وفقًا لزابوزكو، فهي قد تلقت تعليمها اللغوي في المنزل. أجبرت عمليات القمع ضد المثقفين الأوكرانيين التي بدأت في سبتمبر 1965 الأسرة على مغادرة لوتسك، ومنذ عام 1968 تعيش أوكسانا زابوزكو في كييف.
درست زابوزكو الفلسفة في جامعة كييف، حيث أكملت أيضًا درجة الدكتوراه في علم الجمال في عام 1987. في عام 1992، درست في جامعة ولاية بنسلفانيا ككاتبة زائرة. حصلت زابوزكو على منحة فولبرايت في عام 1994، وقاما بتدريس الأدب الأوكراني في جامعة هارفارد وجامعة بيتسبرغ. حتى الآن، عملت زابوزكو في معهد هريهوري سكوفورودا للفلسفة التابع للأكاديمية الوطنية للعلوم في أوكرانيا.

## الجوائز
- جائزة انجيلوس (2013).[6]
- جائزة أنتونوفيتش (2009).
- جائزة شيفتشينكو الوطنية (2019).

## الأعمال الرئيسية والأسلوب الأدبي

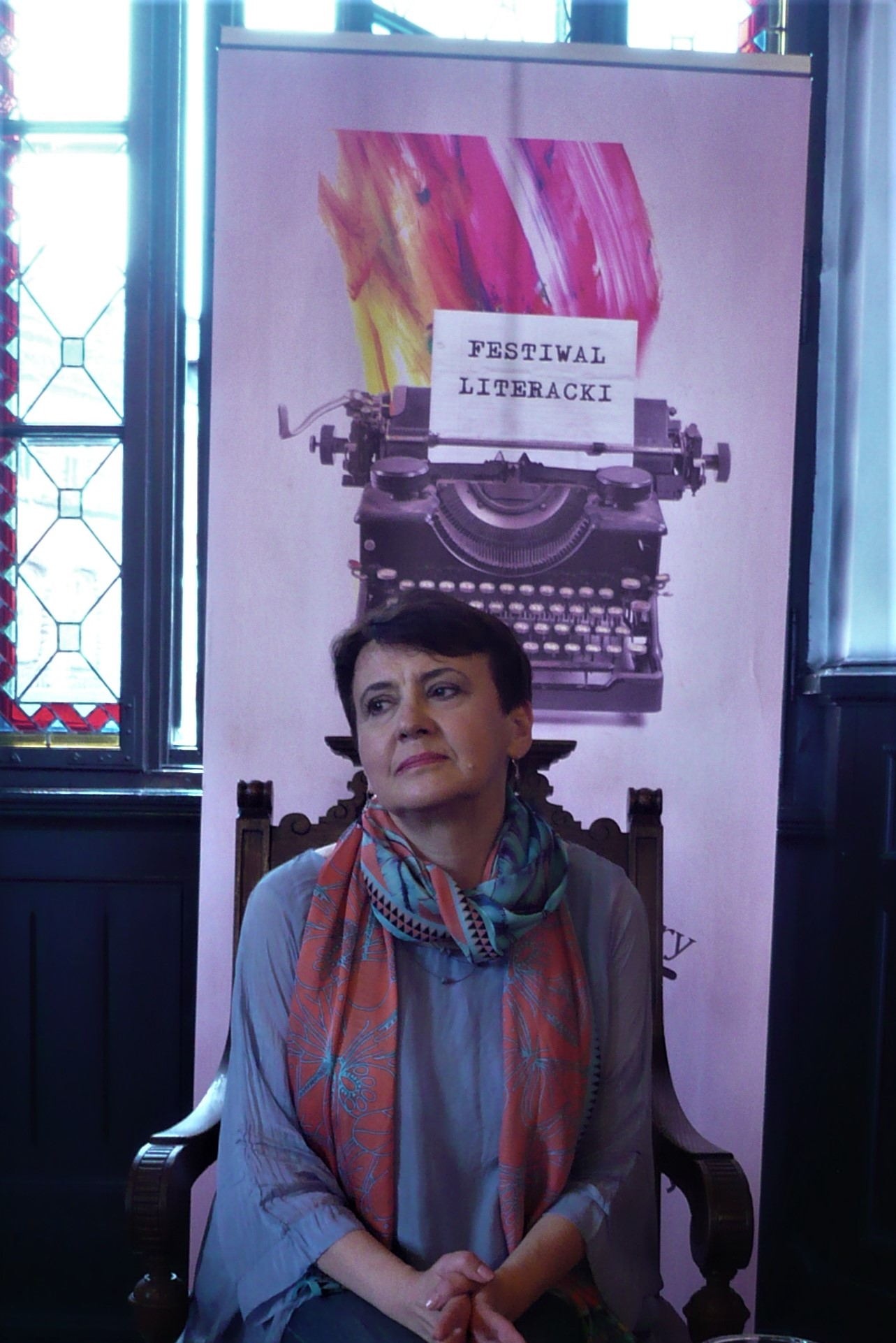
أوكسانا زابوزكو في مهرجان جوري الأدب، 2018.

تعتبر رواية أوكسانا زابوزكو الأولى؛ «العمل الميداني في الجنس الأوكراني»، واحدة من النصوص الرئيسية في الأدب الأوكراني ما بعد الاتحاد السوفيتي. تسببت بجدل كبير عند نشرها، لأن الراوي يعبر عن عدم رضاه عن النظام القائم للعلاقات بين الجنسين، حيث تخضع المرأة للاضطهاد الاجتماعي والجنسي، سواء من قبل الأبوية التقليدية؛ كموضوع جنساني، وكذلك موضوع الشمولية. تم تحليل الرواية من وجهة نظر نظرية ما بعد الاستعمارية. ألهمت الرواية عددًا من الدراسات المقارنة، حيث تمت مقارنة رواية زابوزكو بكتابات جامايكا كينكيد وآسيا جبار وأنجيلا كارتر ونيكول بروسارد وآخرين. كما تمت دراسة الرواية على أساس أسلوبها البارز، حيث يتداخل الصوت «الشعري» والصوت «الفكري» ليخلقان بنية معقدة. تتضمن الرواية بعض عناصر فن الرسم، ولا سيما الكتابة (من) الجسد.

### قراءات إضافية
- Vira Aheieva. Literaturnyy skandal yak problema retseptsii (A Literary Scandal as the Problem of Critical Reception). Zhinochyj prostir: feministychnyj dyskurs ukrajinskogo modernizmu (A Woman’s Space: Feminist Discourse of Ukrainian Modernism). Kyiv: Fakt, 2003. 291–295.
- Mark Andryczyk. The Intellectual as Hero in 1990s Ukrainian Fiction. University of Toronto Press, 2012.
- Olia Hnatiuk. Proshchannia z imperiieiu. Ukrains'ki dyskusii pro identychnist'. Kyiv: Krytyka, 2005.
- Alex Oushakine. Introduction: Wither the intelligentsia: the end of the moral elite in Eastern Europe. Studies in East European Thought 61 (2009): 243-8.
- Maryna Romanets. Erotic Assemblages: Field Research, Palimpsests, and What Lies Beneath. Journal of Ukrainian Studies, vol. 27, 1-2 (2002): 273-85.
- Liudmyla Taran (ed). Sad Artemidy (The Garden of Artemis). Zhinka yak tekst: Emma Andiyevska, Solomiya Pavlychko, Oksana Zabuzhko: fragmenty tvorchosti i konteksty (A Woman as a Text: Emma Andiyevs’ka, Solomea Pavlychko, Oksana Zabuzhko: Selected Works and Contexts). Kyiv: Fakt, 2002.
- Oksana Zabuzhko - الموقع الرسمي.
- متحف كتاب أوكسانا زابوزكو - الموقع الرسمي.
- أوكسانا زابوزكو على موقع الشعر الدولي.
- مدونة أوكسانا زابوزكو باللغة الأوكرانية.
- «الأنثى» في الإنجليزية.
- محادثة مع أوكسانا زابوجكو بواسطة هالينا هرين.
- الطرس الأوكراني باللغة البولندية (الطبعة الأولى).